# Nodopelta rigneae
Nodopelta rigneae là một loài ốc biển, là động vật thân mềm chân bụng sống ở biển thuộc họ Peltospiridae.